# Meeder
Meeder è un comune tedesco di 4 005 abitanti, situato nel land della Baviera.